# Fitzgerald (Stany Zjednoczone)
Fitzgerald – miasto w Stanach Zjednoczonych, w południowo-środkowej części stanu Georgia. Jest siedzibą władz hrabstwa Ben Hill. Według spisu w 2020 roku liczy 9006 mieszkańców. Leży 50 km na północny zachód od Douglas i 100 km na wschód od Albany.
Miasto założył w 1896 prawnik P. H. Fitzgerald jako kolonię na weteranów wojsk Unii, którzy uciekli z ogarniętego suszą Środkowego Wschodu Stanów Zjednoczonych.
Bezrobocie w marcu 2011 roku wynosiło blisko 13,7% i było wyższe o blisko 4% niż średni poziom bezrobocia w stanie Georgia.

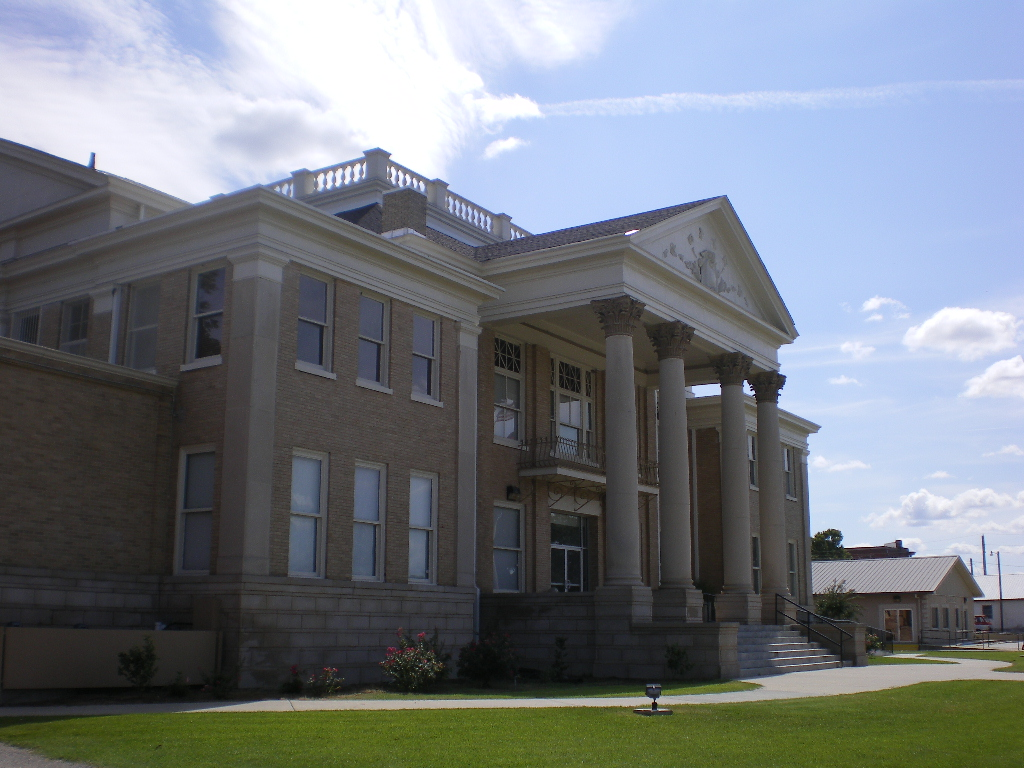
Budynek siedziby władz hrabstwa Ben Hill w Fitzgerald